# Justin Cartwright
 (mai 2022).
Justin Cartwright (20 mai 1943 – 3 décembre 2018) était un romancier britannique originaire d’Afrique du Sud.

## Biographie
Cartwright est né au Cap, en Afrique du Sud, mais a grandi à Johannesburg où son père était rédacteur en chef du Rand Daily Mail. Il a fait ses études en Afrique du Sud, aux États-Unis et au Trinity College d’Oxford. Cartwright a travaillé dans la publicité et a réalisé des documentaires, des films et des publicités télévisées. Il organisait des émissions électorales, d’abord pour le Parti libéral, puis pour le SDP-Alliance libérale lors des élections générales britanniques de 1979, 1983 et 1987. Pour son travail sur les émissions électorales, Cartwright a été nommé MBE.
In Every Face I Meet fut sélectionné pour le Booker Prize et le Whitbread Novel Award en 1995, et a remporté le Commonwealth Writers Prize ; Leading the Cheers a remporté le Whitbread Novel Award en 1998 ; White Lightning a été présélectionné pour le Whitbread Novel Award en 2002. Masai Dreaming a remporté les South African M-Net Literary Awards. The Promise of Happiness a été choisi comme l’un des titres du Richard and Judy's Book Club pour 2005 et a remporté le Prix Hawthornden 2005 et le Sunday Times Fiction Prize d’Afrique du Sud.
Cartwright vivait à Londres avec sa femme, Penny, et ses deux fils.

### Romans
- Deep Six (1972)
- Fighting Men (1977)
- Horse of Darius (1980)  (ISBN 0-440-13761-6)
- Freedom for the Wolves (1983)
- Interior (1988)  (ISBN 0-679-40866-5)
- Look at it This Way (1990)  (ISBN 0-333-54831-0)
- Masai Dreaming (1993)  (ISBN 0-333-59281-6)
- In Every Face I Meet (1995)  (ISBN 0-340-63782-X)
- Leading the cheers (1998)  (ISBN 0-340-63784-6)
- Half in Love (2001)  (ISBN 0-340-76629-8)
- White Lightning (2002)  (ISBN 0-340-82174-4)
- The Promise of Happiness (2005)  (ISBN 0-312-34880-0)
- The Song Before it is Sung (2007)
- To Heaven by Water Bloomsbury (2009)
- Other People's Money Bloomsbury (2011)  (ISBN 1-408-81413-7)
- Lion Heart (2013)  (ISBN 9781408839799)
- Up Against the Night (2015, Bloomsbury)

### Essais
- Not Yet Home (1997)  (ISBN 1-85702-526-1)
- This Secret Garden (2008)  (ISBN 0-7475-7961-X)
- Oxford Revisited (2008)  (ISBN 1-59691-093-3)

### Films
- Rosie Dixon – Night Nurse (1978)
- Look at It This Way (1992) TV mini-series
- Q.E.D. (comme producteur) (1 épisode, 1983)